# Podbeskidzie Bielsko-Biała w Pucharze Polski
Artykuł obejmuje historię występów w Pucharze Polski obecnego Podbeskidzia Bielsko-Biała od 1997 – fuzji BBTS Włókniarz Bielsko-Biała i DKS Inter Komorowice.
Dzisiejsze Podbeskidzie, również pod dawnymi nazwami BBTS Komorowice i BBTS Bielsko-Biała, występuje w Pucharze Polski od sezonu 1997/1998. W latach 1997–2002, z uwagi na grę w niższych klasach rozgrywkowych, musiało walczyć o wejście na centralny szczebel rozgrywek przez grę na poziomie regionalnym. Przed sezonem 2000/2001 do gier krajowych awansowali zwycięzcy rozgrywek okręgowych. Po reformie systemu ligowego w 2000, wejście na szczebel ogólnopolski dla drużyn z niższych klas rozgrywkowych odbywa się dwustopniowo – poprzez zwycięstwo w podokręgu i wywalczenie możliwości występu w grach wojewódzkich, z których również awansuje jedynie zwycięzca.
Od sezonu 2003/2004 Podbeskidzie uczestniczy w rozgrywkach krajowych bez konieczności występowania na poziomie wojewódzkim z uwagi na grę na poziomie centralnym. Największym sukcesem klubu w Pucharze Polski jest awans do półfinału edycji 2010/2011 i 2014/2015.
W sezonie 2024/2025 na szczeblu centralnym Pucharu Polski zagrał także zespół rezerw Podbeskidzia.

## I drużyna

### Rozgrywki centralne
Na szczeblu centralnym Pucharu Polski piłkarze z Bielska-Białej startowali 25-krotnie, w tym dwa razy osiągając półfinał i pięć razy docierając do 1/8 finału.
Pierwszy start w sezonie 1999/2000 przyniósł największy do 2003 roku sukces dzisiejszego Podbeskidzia – drużyna z Bielska-Białej awansowała do 1/32 finału Pucharu Polski, gdzie przegrała z drugoligowym KS Myszków, wcześniej jednak pokonała m.in. występujący wówczas również w drugiej klasie rozgrywkowej Grunwald Ruda Śląska. W kolejnej edycji bielszczanie nie przebrnęli pierwszej rundy, ulegając drużynie z zaplecza ekstraklasy – Włókniarzowi Kietrz. Z powodu słabszych występów na regionalnym szczeblu Pucharu, na kolejny występ Podbeskidzia trzeba było czekać trzy lata. Również w sezonie 2003/2004 „Górale” odpadli z rozgrywek już po pierwszej rundzie po porażce – w rzutach karnych – z czwartoligowym Rakowem Częstochowa.
Kolejne sezony przyniosły awans do 1/8 finału i 1/16 finału „pucharu tysiąca drużyn”. W pierwszym z nich drużyna znalazła się w gronie 16 najlepszych zespołów turnieju dzięki wyjściu na z rundy grupowej, w której Podbeskidzie zmierzyło się z pierwszoligowymi Górnikiem Zabrze i GKS Katowice, wyprzedzając drugą z tych drużyn. W dwumeczu uległo później Pogoni Szczecin. W sezonie 2005/2006 „Górale” pokonali m.in. (po dwóch zwycięstwach) beniaminka I ligi – GKS Bełchatów, w 1/8 finału przegrali z Wisłą Płock, ówczesną zwyciężczynią tych rozgrywek. Edycję 2006/2007 Podbeskidzie zakończyło na 1/16 finału, gdzie uległo jedną bramką Lechowi Poznań.
Od edycji 2007/2008 bielszczanie występowali w rozgrywkach Pucharu Polski w okrojonym składzie, co było jedną z przyczyn porażek z drużynami występującymi w ligach regionalnych – rezerwami Sandecji Nowy Sącz i Stalą Sanok. W obu przypadkach Podbeskidzie odpadało z dalszej rywalizacji po serii rzutów karnych. Również w sezonie 2009/2010 „Górale” zakończyli udział w Pucharze Polski w I rundzie po porażce ze Startem Otwock.
Największym sukcesem Podbeskidzia w historii występów w Pucharze Polski jest osiągnięcie półfinału. Po raz pierwszy stało się tak w edycji 2010/2011 po zwycięstwach nad Startem Otwock, Piastem Gliwice, GKS Bełchatów i dwumeczu z Wisłą Kraków, w którym „Górale” pokonali rywala na jego stadionie 1:0, a w rewanżu uzyskali remis 2:2; dwumecz z Lechem Poznań bielszczanie przegrali 3:4 (1:1 na wyjeździe, 2:3 u siebie). W następnych trzech sezonach, gdy drużyna znalazła się w gronie zespołów Ekstraklasy, nie powtórzono takiego wyniku. Edycję 2011/2012 Podbeskidzie zakończyło na 1/8 finału, przegrywając z Śląskiem Wrocław. Później klub odpadał z rywalizacji pucharowej już po pierwszych meczach – kolejno z Wartą Poznań i GKS Katowice.
Po raz drugi Podbeskidzie znalazło się w gronie czterech najlepszych drużyn Pucharu Polski w sezonie 2014/2015 – kolejnymi rywalami byli: Zawisza Bydgoszcz, Górnik Zabrze i Piast Gliwice (w dwumeczu 2:1 na wyjeździe i 1:0 u siebie). W półfinale bielszczanie zmierzyli się – po raz pierwszy w rozgrywkach pucharowych – z Legią Warszawa, przegrywając przy ul. Rychlińskiego 1:4 i na obiekcie rywala 0:2. Ponownie w 1/8 finału meczem ze Śląskiem zakończył się udział Podbeskidzia w Pucharze Polski w sezonie 2015/2016. Do tej samej fazy „Górale” dotarli w edycji 2017/2018, przegrywając z Arką Gdynia.

#### Podsumowanie
| Sezon     | Runda         | Przeciwnik | Przeciwnik                | Dom     | Wyjazd  | Ogółem      |
| --------- | ------------- | ---------- | ------------------------- | ------- | ------- | ----------- |
| 1999/2000 | I runda       | 6          | Kabel II Kraków           | 3:0     | —       | 3:0         |
| 1999/2000 | II runda      | 2          | Grunwald Ruda Śląska      | 5:0     | —       | 5:0         |
| 1999/2000 | III runda     | 2          | KS Myszków                | 0:1     | —       | 0:1         |
| 2000/2001 | I runda       | 2          | Włókniarz Kietrz          | 1:2     | —       | 1:2         |
| 2003/2004 | I runda       | 4          | Raków Częstochowa         | —       | 1:1 pd. | 1:1, k. 2:4 |
| 2004/2005 | I runda       | 3          | Promień Żary              | —       | 4:0     | 4:0         |
| 2004/2005 | Faza grupowa  | 1          | Górnik Zabrze             | 3:2     | 1:3     | 2. miejsce  |
| 2004/2005 | Faza grupowa  | 4          | Skalnik Gracze            | 4:1     | 3:0     | 2. miejsce  |
| 2004/2005 | Faza grupowa  | 1          | GKS Katowice              | 1:1     | 2:1     | 2. miejsce  |
| 2004/2005 | 1/8 finału    | 1          | Pogoń Szczecin            | 1:1     | 0:1     | 1:2         |
| 2005/2006 | I runda       | 3          | Flota Świnoujście         | —       | 3:1 pd. | 3:1 pd.     |
| 2005/2006 | II runda      | 1          | GKS Bełchatów             | 1:0     | 1:0     | 2:0         |
| 2005/2006 | 1/8 finału    | 1          | Wisła Płock               | 0:0     | 0:3     | 0:3         |
| 2006/2007 | I runda       | 4          | Górnik/Zagłębie Wałbrzych | —       | 2:1     | 2:1         |
| 2006/2007 | II runda      | 1          | Lech Poznań               | 1:2     | —       | 1:2         |
| 2007/2008 | I runda       | 4          | Sandecja II Nowy Sącz     | —       | 0:0 pd. | 0:0, k. 2:3 |
| 2008/2009 | I runda       | 5          | Stal Sanok                | —       | 2:2 pd. | 2:2, k. 2:3 |
| 2009/2010 | I runda       | 3          | Start Otwock              | —       | 1:2     | 1:2         |
| 2010/2011 | I runda       | 3          | Start Otwock              | —       | 2:2 pd. | 2:2, k. 6:5 |
| 2010/2011 | 1/16 finału   | 2          | Piast Gliwice             | 2:0     | —       | 2:0         |
| 2010/2011 | 1/8 finału    | 1          | GKS Bełchatów             | 2:0     | —       | 2:0         |
| 2010/2011 | 1/4 finału    | 1          | Wisła Kraków              | 2:2     | 1:0     | 3:2         |
| 2010/2011 | 1/2 finału    | 1          | Lech Poznań               | 2:3     | 1:1     | 2:3         |
| 2011/2012 | I runda       | 3          | Resovia                   | —       | 3:1     | 3:1         |
| 2011/2012 | 1/16 finału   | 1          | GKS Bełchatów             | 3:0     | —       | 3:0         |
| 2011/2012 | 1/8 finału    | 1          | Śląsk Wrocław             | —       | 0:1     | 0:1         |
| 2012/2013 | 1/16 finału   | 2          | Warta Poznań              | —       | 0:1     | 0:1         |
| 2013/2014 | 1/16 finału   | 2          | GKS Katowice              | —       | 1:2 pd. | 1:2 pd.     |
| 2014/2015 | 1/16 finału   | 1          | Zawisza Bydgoszcz         | —       | 2:0     | 2:0         |
| 2014/2015 | 1/8 finału    | 1          | Górnik Zabrze             | —       | 4:2     | 4:2         |
| 2014/2015 | 1/4 finału    | 1          | Piast Gliwice             | 1:0     | 2:1     | 3:1         |
| 2014/2015 | 1/2 finału    | 1          | Legia Warszawa            | 1:4     | 0:2     | 1:6         |
| 2015/2016 | 1/16 finału   | 2          | Miedź Legnica             | —       | 2:1 pd. | 2:1 pd.     |
| 2015/2016 | 1/8 finału    | 1          | Śląsk Wrocław             | 0:1     | —       | 0:1         |
| 2016/2017 | 1/16 finału   | 1          | Lech Poznań               | 0:3     | —       | 0:3         |
| 2017/2018 | 1/32 finału   | 3          | Radomiak Radom            | —       | 1:1 pd. | 1:1, k. 4:2 |
| 2017/2018 | 1/16 finału   | 4          | Świt Nowy Dwór Mazowiecki | —       | 3:1     | 3:1         |
| 2017/2018 | 1/8 finału    | 1          | Arka Gdynia               | 1:2 pd. | —       | 1:2 pd.     |
| 2018/2019 | 1/32 finału   | 3          | MKS Kluczbork             | —       | 2:0     | 2:0         |
| 2018/2019 | 1/16 finału   | 4          | Wisła Sandomierz          | —       | 2:3 pd. | 2:3 pd.     |
| 2019/2020 | 1/32 finału   | 3          | Pogoń Siedlce             | —       | 0:1     | 0:1         |
| 2020/2021 | 1/32 finału   | 3          | Stal Rzeszów              | —       | 1:0     | 1:0         |
| 2020/2021 | 1/16 finału   | 1          | Zagłębie Lubin            | 2:4 pd. | —       | 2:4 pd.     |
| 2021/2022 | 1/32 finału   | 3          | Motor Lublin              | —       | 1:0     | 1:0         |
| 2022/2023 | I runda       | 4          | Lechia Zielona Góra       | —       | 1:2 pd. | 1:2 pd.     |
| 2023/2024 | I runda       | 3          | Pogoń Siedlce             | —       | 3:1     | 3:1         |
| 2023/2024 | 1/16 finału   | 1          | Pogoń Szczecin            | 0:1     | —       | 0:1         |
| 2024/2025 | Runda wstępna | 4          | Stomil Olsztyn            | 2:0     | —       | 2:0         |
| 2024/2025 | I runda       | 1          | Zagłębie Lubin            | 0:0 pd. | —       | 0:0, k. 3:4 |
| 2025/2026 | Runda wstępna | 3          | Resovia                   | 2:1     | —       | 2:1         |
| 2025/2026 | I runda       | 4          | GKS Wikielec              | —       |         |             |

 – zdobywca Pucharu Polski w danym sezonie

#### Sezon 1999/2000
| I runda 30 czerwca 1999 | BBTS Komorowice                                           | 3:0   | Kabel II Kraków |               |
|                         | Grzegorz Więzik 56' (k), 70' (k) · Marek Zalas 64' (sam.) | (0:0) |                 | Bielsko-Biała |

| II runda 11 sierpnia 1999 | BBTS Komorowice                                                         | 5:0   | Grunwald Ruda Śląska |               |
|                           | Grzegorz Więzik 17', 53' · Janusz Pancer 57' · Arkadiusz Lazar 66', 73' | (1:0) |                      | Bielsko-Biała |

| III runda 15 września 1999 | BBTS Komorowice | 0:1   | KS Myszków            |               |
|                            |                 | (0:0) | Robert Razakowski 53' | Bielsko-Biała |

#### Sezon 2000/2001
| I runda 9 sierpnia 2000 | BBTS Bielsko-Biała  | 1:2   | Włókniarz Kietrz                       |                                              |
|                         | Arkadiusz Kłoda 12' | (1:0) | Tomasz Sosna 72' · Andrzej Nikodem 79' | Stadion BKS Stal, Bielsko-Biała Widzów: 1000 |

#### Sezon 2003/2004
| I runda 29 lipca 2003 | Raków Częstochowa        | 1:1 (pd.)               | Podbeskidzie Bielsko-Biała |                                                                            |
| 17:30                 | Michał Gałkowski 89' (k) | (0:1, 1:1, 1:1, k. 4:2) | Piotr Czak 14' (k)         | Stadion Rakowa, Częstochowa Widzów: 2500 Sędzia: Artur Szydłowski (Kraków) |

#### Sezon 2004/2005
| I runda 3 października 2004 | Promień Żary | 0:4   | Podbeskidzie Bielsko-Biała                                                      |                                                   |
| 16:00                       |              | (0:1) | Błażej Radler 41' · Artur Rozmus 53' · Wojciech Rączka 54' · Jarosław Bujok 90' | Żary Widzów: 500 Sędzia: Mariusz Siciński (Opole) |

| 21 września 2004 | Podbeskidzie Bielsko-Biała                                  | 3:2   | Górnik Zabrze                               |                                                                                     |
| 15:30            | Artur Prokop 51' (k) · Daniel Dubicki 55' · Piotr Koman 74' | (0:1) | Arkadiusz Aleksander 41' · Marcel Lička 48' | Stadion BKS Stal, Bielsko-Biała Widzów: 1800 Sędzia: Marek Mikołajewski (Ciechanów) |

| 5 października 2004 | Podbeskidzie Bielsko-Biała                                    | 4:1   | Skalnik Gracze  |                                                                                    |
| 15:00               | Bogdan Prusek 22', 83' · Piotr Koman 60' · Łukasz Błasiak 75' | (1:1) | Marcin Worek 6' | Stadion BKS Stal, Bielsko-Biała Widzów: 1000 Sędzia: Piotr Kołodziejski (Katowice) |

| 26 października 2004 | Podbeskidzie Bielsko-Biała | 1:1   | GKS Katowice     |                                                                                |
| 13:00                | Piotr Koman 24'            | (1:0) | Paweł Brożek 65' | Stadion BKS Stal, Bielsko-Biała Widzów: 1500 Sędzia: Krzysztof Słupik (Tarnów) |

| 10 listopada 2004 | Górnik Zabrze                                    | 3:1   | Podbeskidzie Bielsko-Biała |                                                                          |
| 18:00             | Piotr Brożek 10' · Arkadiusz Aleksander 77', 90' | (1:0) | Artur Rozmus 71'           | Stadion Górnika, Zabrze Widzów: 1700 Sędzia: Tomasz Pacuda (Częstochowa) |

| 28 listopada 2004 | Skalnik Gracze | 0:3   | Podbeskidzie Bielsko-Biała                                 |                                                  |
| 13:00             |                | (0:1) | Daniel Dubicki 13' · Adam Kompała 60' · Łukasz Błasiak 81' | Gracze Widzów: 500 Sędzia: Piotr Kotos (Wrocław) |

| 4 grudnia 2004 | GKS Katowice          | 1:2   | Podbeskidzie Bielsko-Biała |                                                                      |
| 15:00          | Mieczysław Agafon 83' | (0:0) | Artur Rozmus 76', 84'      | Stadion GKS, Katowice Widzów: 4000 Sędzia: Grzegorz Gilewski (Radom) |

| Lp.                | Drużyna                    | M | Z | R | P | Bramki | Bramki | +/– | Pkt |
| ------------------ | -------------------------- | - | - | - | - | ------ | ------ | --- | --- |
| 1                  | Górnik Zabrze              | 6 | 5 | 0 | 1 | 15     | 6      | +9  | 15  |
| 2                  | Podbeskidzie Bielsko-Biała | 6 | 4 | 1 | 1 | 14     | 8      | +6  | 13  |
| 3                  | GKS Katowice               | 6 | 2 | 1 | 3 | 11     | 8      | +3  | 7   |
| 4                  | Skalnik Gracze             | 6 | 0 | 0 | 6 | 4      | 22     | −18 | 0   |
| Źródło: 90minut.pl |                            |   |   |   |   |        |        |     |     |

| 1/8 finału 23 marca 2005 | Podbeskidzie Bielsko-Biała | 1:1   | Pogoń Szczecin    |                                                                             |
| 15:00                    | Grzegorz Pater 80'         | (0:0) | Radek Divecký 90' | Stadion BKS Stal, Bielsko-Biała Widzów: 3000 Sędzia: Robert Kubas (Rzeszów) |

| 1/8 finału 13 kwietnia 2005 | Pogoń Szczecin          | 1:0   | Podbeskidzie Bielsko-Biała |                                                                        |
| 18:00                       | Krzysztof Michalski 43' | (1:0) |                            | Stadion Miejski, Szczecin Widzów: 5000 Sędzia: Tomasz Cwalina (Gdańsk) |

#### Sezon 2005/2006
| I runda 9 sierpnia 2005 | Flota Świnoujście      | 1:3 (pd.)       | Podbeskidzie Bielsko-Biała                                    |                                                                             |
| 16:00                   | Kamil Jakubiak 38' (k) | (1:0, 1:1, 1:2) | Marcin Makuch 86' · Tomasz Górkiewicz 101' · Piotr Koman 114' | Stadion Miejski, Świnoujście Widzów: 1000 Sędzia: Paweł Skonieczny (Gdańsk) |

| II runda 20 września 2005 | GKS Bełchatów | 0:1   | Podbeskidzie Bielsko-Biała |                                                                |
| 18:00                     |               | (0:1) | Dariusz Kołodziej 5'       | Stadion GKS, Bełchatów Widzów: 1000 Sędzia: Paweł Gil (Lublin) |

| II runda 25 października 2005 | Podbeskidzie Bielsko-Biała | 1:0   | GKS Bełchatów |                                                                           |
| 14:30                         | Bartłomiej Socha 75'       | (0:0) |               | Stadion BKS Stal, Bielsko-Biała Widzów: 600 Sędzia: Adam Kajzer (Rzeszów) |

| 1/8 finału 8 listopada 2005 | Wisła Płock                 | 3:0   | Podbeskidzie Bielsko-Biała |                                                                      |
| 18:00                       | Ireneusz Jeleń 4', 14', 72' | (2:0) |                            | Stadion im. Górskiego, Płock Widzów: 1600 Sędzia: Marek Ryżek (Piła) |

| 1/8 finału 23 listopada 2005 | Podbeskidzie Bielsko-Biała | 0:0 | Wisła Płock |                                                                              |
| 13:00                        |                            |     |             | Stadion BKS Stal, Bielsko-Biała Widzów: 200 Sędzia: Łukasz Bartosik (Kraków) |

#### Sezon 2006/2007
| I runda 22 sierpnia 2006 | Górnik/Zagłębie Wałbrzych | 1:2   | Podbeskidzie Bielsko-Biała                        |                                                                  |
| 17:00                    | Piotr Broszkowski 62'     | (0:0) | Krzysztof Chrapek 61' · Dariusz Kołodziej 67' (k) | Stadion 1000-lecia, Wałbrzych Sędzia: Mariusz Trofimiec (Kielce) |

| 1/16 finału 19 września 2006 | Podbeskidzie Bielsko-Biała   | 1:2   | Lech Poznań                  |                                                                              |
| 16:00                        | Marcin Wasilewski 79' (sam.) | (0:2) | Zbigniew Zakrzewski 42', 45' | Stadion Miejski, Bielsko-Biała Widzów: 2500 Sędzia: Tomasz Mikulski (Lublin) |

#### Sezon 2007/2008
| I runda 29 sierpnia 2007 | Sandecja II Nowy Sącz                                                    | 0:0 (pd.)   | Podbeskidzie Bielsko-Biała                                                                |                                                                                |
| 17:00                    |                                                                          |             |                                                                                           | Stadion im. Augustynka, Nowy Sącz Widzów: 800 Sędzia: Jacek Zygmunt (Jarosław) |
| 17:00                    | · Maciej Polański · Michał Gryźlak · Bartłomiej Damasiewicz · Piotr Nieć | Rzuty karne | · Łukasz Gorszkow · Mateusz Żemła · Janusz Surdykowski · Marcin Hirsz · Tomasz Górkiewicz | Stadion im. Augustynka, Nowy Sącz Widzów: 800 Sędzia: Jacek Zygmunt (Jarosław) |

#### Sezon 2008/2009
| I runda 27 sierpnia 2008 | Stal Sanok                                                                                            | 2:2 (pd.)               | Podbeskidzie Bielsko-Biała                                                                                  |                                              |
| 17:00                    | Maciej Kuzicki 1' · Fabian Pańko 37'                                                                  | (2:0, 2:2, 2:2, k. 3:2) | Bartłomiej Konieczny 59' · Adam Brzezina 83'                                                                | Sanok Widzów: 800 Sędzia: Paweł Pskit (Łódź) |
| 17:00                    | · Piotr Łuczka · Marcin Borowczyk · Daniel Niemczyk · Kamil Kruszyński · Rafał Nikody · Michał Zajdel | Rzuty karne             | · Adam Brzezina · Łukasz Gorszkow · Grzegorz Pater · Sebastian Ziajka · Bartłomiej Konieczny · Marcin Hirsz | Sanok Widzów: 800 Sędzia: Paweł Pskit (Łódź) |

#### Sezon 2009/2010
| I runda 26 sierpnia 2009 | Start Otwock                                  | 2:1   | Podbeskidzie Bielsko-Biała |                                                                                 |
| 17:00                    | Wojciech Wocial 3' · Uzoma Christian Luke 82' | (1:1) | Clemence Matawu 44'        | Stadion im. Ślusarskiego, Otwock Widzów: 800 Sędzia: Piotr Wasielewski (Kalisz) |

#### Sezon 2010/2011
| I runda 25 sierpnia 2010 | Start Otwock                                                                                         | 2:2 (pd.)               | Podbeskidzie Bielsko-Biała                                                                            |                                                                                 |
| 16:30                    | Maciej Buszko 79' · Ihor Mihałewskyj 112'                                                            | (0:0, 1:1, 1:1, k. 5:6) | Mateusz Żyła 66' · Mariusz Mikoda 114'                                                                | Stadion im. Ślusarskiego, Otwock Widzów: 400 Sędzia: Bartosz Frankowski (Toruń) |
| 16:30                    | · Adam Warszawski · Łukasz Choiński · Ihor Mihałewskyj · Tomasz Karaś · Dawid Bułka · Jarosław Kęsek | Rzuty karne             | · Łukasz Matusiak · Piotr Koman · Sylwester Patejuk · Sebastian Ziajka · Damian Chmiel · Juraj Dančík | Stadion im. Ślusarskiego, Otwock Widzów: 400 Sędzia: Bartosz Frankowski (Toruń) |

| 1/16 finału 22 września 2010 | Podbeskidzie Bielsko-Biała                 | 2:0   | Piast Gliwice |                                                                                  |
| 20:00                        | Sylwester Patejuk 76' · Michał Osiński 88' | (0:0) |               | Stadion Miejski, Bielsko-Biała Widzów: 1500 Sędzia: Tomasz Garbowski (Kluczbork) |

| 1/8 finału 26 października 2010 | Podbeskidzie Bielsko-Biała               | 2:0   | GKS Bełchatów |                                                                                 |
| 18:00                           | Sylwester Patejuk 2' · Róbert Demjan 32' | (2:0) |               | Stadion Miejski, Bielsko-Biała Widzów: 1500 Sędzia: Paweł Raczkowski (Warszawa) |

| 1/4 finału 1 marca 2011 | Wisła Kraków                          | 0:1   | Podbeskidzie Bielsko-Biała |                                                                       |
| 20:30                   |                                       | (0:0) | Piotr Malinowski 88'       | Stadion Miejski, Kraków Widzów: 8000 Sędzia: Szymon Marciniak (Płock) |
| 20:30                   | Sebastian Ziajka 90' · Michał Osiński | (0:0) |                            | Stadion Miejski, Kraków Widzów: 8000 Sędzia: Szymon Marciniak (Płock) |

| 1/4 finału 16 marca 2011 | Podbeskidzie Bielsko-Biała                  | 2:2   | Wisła Kraków                                                     |                                                                              |
| 20:30                    | Adam Cieśliński 59' · Tomasz Górkiewicz 75' | (0:1) | Róbert Demjan 25' (sam.) · Cwetan Genkow 53'                     | Stadion Miejski, Bielsko-Biała Widzów: 3200 Sędzia: Marcin Borski (Warszawa) |
| 20:30                    | Bartłomiej Konieczny · Adam Cieśliński      | (0:1) | Michaił Siwakou · Dragan Paljić · Gordan Bunoza · Erik Čikoš 90' | Stadion Miejski, Bielsko-Biała Widzów: 3200 Sędzia: Marcin Borski (Warszawa) |

| 1/2 finału 5 kwietnia 2011 | Lech Poznań           | 1:1   | Podbeskidzie Bielsko-Biała |                                                                       |
| 18:00                      | Bartosz Ślusarski 58' | (0:0) | Adam Cieśliński 90'        | Stadion Miejski, Poznań Widzów: 15 500 Sędzia: Tomasz Musiał (Kraków) |

| 1/2 finału 19 kwietnia 2011 | Podbeskidzie Bielsko-Biała                                                          | 2:3   | Lech Poznań                                 |                                                                               |
| 20:30                       | Damian Chmiel 25' · Piotr Malinowski 58'                                            | (1:0) | Semir Štilić 73' · Artjoms Rudņevs 75', 90' | Stadion Miejski, Bielsko-Biała Widzów: 4200 Sędzia: Włodzimierz Bartos (Łódź) |
| 20:30                       | Sylwester Patejuk · Bartłomiej Konieczny · Sławomir Cienciała · Adam Cieśliński 90' | (1:0) | Manuel Arboleda · Siarhiej Krywiec          | Stadion Miejski, Bielsko-Biała Widzów: 4200 Sędzia: Włodzimierz Bartos (Łódź) |

#### Sezon 2011/2012
| I runda 23 sierpnia 2011 | Resovia           | 1:3   | Podbeskidzie Bielsko-Biała                                     |                                                                           |
| 16:00                    | Dariusz Kantor 2' | (1:1) | Piotr Koman 21' · Sylwester Patejuk 58' · Sebastian Ziajka 77' | Izo Arena, Boguchwała Widzów: 999 Sędzia: Michał Mularczyk (Skierniewice) |

| 1/16 finału 27 września 2011 | Podbeskidzie Bielsko-Biała                                  | 3:0   | GKS Bełchatów |                                                                                 |
| 19:00                        | Piotr Malinowski 3' · Róbert Demjan 42' · Mariusz Sacha 44' | (3:0) |               | Stadion Miejski, Bielsko-Biała Widzów: 2700 Sędzia: Paweł Raczkowski (Warszawa) |

| 1/8 finału 18 października 2011 | Podbeskidzie Bielsko-Biała | 0:1   | Śląsk Wrocław     |                                                                           |
| 18:45                           |                            | (0:0) | Johan Voskamp 52' | Stadion Miejski, Bielsko-Biała Widzów: 2500 Sędzia: Marcin Szrek (Kielce) |

#### Sezon 2012/2013
| 1/16 finału 11 sierpnia 2012 | Warta Poznań              | 1:0   | Podbeskidzie Bielsko-Biała |                                                                                          |
| 17:30                        | Grzegorz Bartczak 22' (k) | (1:0) |                            | Stadion przy Drodze Dębińskiej, Poznań Widzów: 500 Sędzia: Sebastian Tarnowski (Wrocław) |

#### Sezon 2013/2014
| 1/16 finału 16 sierpnia 2013 | GKS Katowice                                  | 2:1 (pd.)       | Podbeskidzie Bielsko-Biała |                                                                          |
| 18:30                        | Sławomir Duda 74' (k) · Przemysław Pitry 104' | (0:0, 1:1, 2:1) | Błażej Telichowski 77'     | Stadion GKS, Katowice Widzów: 2250 Sędzia: Mariusz Złotek (Stalowa Wola) |

#### Sezon 2014/2015
| 1/16 finału 24 września 2014 | Zawisza Bydgoszcz | 0:2   | Podbeskidzie Bielsko-Biała  |                                                                                     |
| 18:00                        |                   | (0:0) | Dariusz Pietrasiak 56', 71' | Stadion im. Krzyszkowiaka, Bydgoszcz Widzów: 1000 Sędzia: Marek Opaliński (Legnica) |

| 1/8 finału 28 października 2014 | Górnik Zabrze                                 | 2:4   | Podbeskidzie Bielsko-Biała                                                                          |                                                                         |
| 20:45                           | Armin Ćerimagić 17' · Mariusz Magiera 78' (k) | (1:2) | Gracjan Horoszkiewicz 7' · Maciej Mańka 38' (sam.) · Maciej Korzym 66' · Mariusz Magiera 70' (sam.) | Stadion im. Pohla, Zabrze Widzów: 2000 Sędzia: Tomasz Radkiewicz (Łódź) |

| 1/4 finału 4 marca 2015 | Piast Gliwice         | 1:2   | Podbeskidzie Bielsko-Biała                       |                                                                             |
| 18:00                   | Daniel Ciechański 85' | (0:0) | Dariusz Kołodziej 64' (k) · Piotr Malinowski 67' | Stadion Miejski, Gliwice Widzów: 2103 Sędzia: Marcin Szczerbowicz (Olsztyn) |
| 18:00                   | Csaba Horváth         | (0:0) | Róbert Mazáň · Adam Pazio                        | Stadion Miejski, Gliwice Widzów: 2103 Sędzia: Marcin Szczerbowicz (Olsztyn) |

| 1/4 finału 19 marca 2014 | Podbeskidzie Bielsko-Biała                          | 1:0   | Piast Gliwice                                |                                                                              |
| 16:00                    | Dariusz Kołodziej 45'                               | (1:0) |                                              | Stadion Miejski, Bielsko-Biała Widzów: 2710 Sędzia: Marcin Borski (Warszawa) |
| 16:00                    | Adam Deja · Dariusz Kołodziej · Frank Adu Kwame 71' | (1:0) | Carles Martínez · Saša Živec · Csaba Horváth | Stadion Miejski, Bielsko-Biała Widzów: 2710 Sędzia: Marcin Borski (Warszawa) |

| 1/2 finału 1 kwietnia 2015 | Podbeskidzie Bielsko-Biała          | 1:4   | Legia Warszawa                                                                        |                                                                                   |
| 20:00                      | Maciej Korzym 84'                   | (0:2) | Michał Masłowski 24' · Ivica Vrdoljak 30' · Michał Kucharczyk 71' · Jakub Kosecki 87' | Stadion Miejski, Bielsko-Biała Widzów: 5864 Sędzia: Mariusz Złotek (Stalowa Wola) |
| 20:00                      | Michał Masłowski · Marek Saganowski | (0:2) |                                                                                       | Stadion Miejski, Bielsko-Biała Widzów: 5864 Sędzia: Mariusz Złotek (Stalowa Wola) |

| 1/2 finału 8 kwietnia 2015 | Legia Warszawa            | 2:0   | Podbeskidzie Bielsko-Biała |                                                                                 |
| 20:45                      | Marek Saganowski 19', 46' | (1:0) |                            | Stadion Miejski Legii, Warszawa Widzów: 10 870 Sędzia: Zbigniew Dobrynin (Łódź) |
| 20:45                      | Tomasz Jodłowiec          | (1:0) | Artur Lenartowski          | Stadion Miejski Legii, Warszawa Widzów: 10 870 Sędzia: Zbigniew Dobrynin (Łódź) |

#### Sezon 2015/2016
| 1/16 finału 13 sierpnia 2015 | Miedź Legnica          | 1:2 (pd.)       | Podbeskidzie Bielsko-Biała                   |                                                                        |
| 18:00                        | Błażej Telichowski 57' | (0:1, 1:1, 1:2) | Fabian Hiszpański 22' · Kristián Kolčák 103' | Stadion Miejski, Legnica Widzów: 2000 Sędzia: Zbigniew Dobrynin (Łódź) |

| 1/8 finału 22 września 2015 | Podbeskidzie Bielsko-Biała | 0:1   | Śląsk Wrocław    |                                                                             |
| 20:30                       |                            | (0:0) | Marcel Gecov 58' | Stadion Miejski, Legnica Widzów: 3059 Sędzia: Tomasz Kwiatkowski (Warszawa) |

#### Sezon 2016/2017
| 1/16 finału 9 sierpnia 2016 | Podbeskidzie Bielsko-Biała | 0:3   | Lech Poznań                                        |                                                                            |
| 19:00                       |                            | (0:1) | Tomasz Kędziora 44' · Nicki Bille Nielsen 63', 86' | Stadion Miejski, Bielsko-Biała Widzów: 4510 Sędzia: Tomasz Musiał (Kraków) |

#### Sezon 2017/2018
| 1/32 finału 22 lipca 2017 | Radomiak Radom                                               | 1:1 (pd.)               | Podbeskidzie Bielsko-Biała                                        |                                                                |
| 17:00                     | Kamil Cupriak 46'                                            | (0:1, 1:1, 1:1, k. 2:4) | Tomasz Podgórski 26' (k)                                          | Stadion Miejski, Radom Widzów: 3300 Sędzia: Paweł Pskit (Łódź) |
| 17:00                     | · Leândro · Kamil Cupriak · Martin Klabník · Dariusz Brągiel | Rzuty karne             | · Dimityr Iliew · Kamil Wiktorski · Paweł Tomczyk · Łukasz Hanzel | Stadion Miejski, Radom Widzów: 3300 Sędzia: Paweł Pskit (Łódź) |

| 1/16 finału 8 sierpnia 2017 | Świt Nowy Dwór Mazowiecki | 1:3   | Podbeskidzie Bielsko-Biała                                    |                                                                                     |
| 19:00                       | Krystian Pomorski 20'     | (1:2) | Adrian Rakowski 12' · Valērijs Šabala 43' · Paweł Tomczyk 73' | Stadion Miejski, Nowy Dwór Mazowiecki Widzów: 900 Sędzia: Łukasz Szczech (Warszawa) |

| 1/8 finału 19 września 2017 | Podbeskidzie Bielsko-Biała | 1:2 (pd.)       | Arka Gdynia                              |                                                                           |
| 20:45                       | Szymon Sobczak 20'         | (1:1, 1:1, 1:1) | Grzegorz Piesio 14' · Luka Zarandia 110' | Stadion Miejski, Bielsko-Biała Widzów: 4235 Sędzia: Wojciech Myć (Lublin) |

#### Sezon 2018/2019
| 1/32 finału 26 września 2018 | MKS Kluczbork | 2:0   | Podbeskidzie Bielsko-Biała     |                                                                   |
| 18:00                        |               | (2:0) | Chopi 4' · Adrian Rakowski 12' | Stadion Miejski, Kluczbork Widzów: 380 Sędzia: Paweł Malec (Łódź) |

| 1/16 finału 31 października 2018 | Wisła Sandomierz                                                       | 3:2 (pd.)       | Podbeskidzie Bielsko-Biała                   |                                                                               |
| 13:00                            | Wiktor Putin 17' (k) · Jarosław Piątkowski 54' · Kacper Piechniak 118' | (1:0, 2:2, 2:2) | Grzegorz Goncerz 51' · Michał Rzuchowski 90' | Miejski Stadion Sportowy, Sandomierz Widzów: 500 Sędzia: Marek Śliwa (Kielce) |

#### Sezon 2019/2020
| 1/32 finału 25 września 2019 | Pogoń Siedlce          | 1:0   | Podbeskidzie Bielsko-Biała |                                                                                   |
| 18:30                        | Bartosz Brodziński 24' | (1:0) |                            | Stadion ROSRRiT, Siedlce Widzów: 1037 Sędzia: Konrad Gąsiorowski (Biała Podlaska) |

#### Sezon 2020/2021
| 1/32 finału 15 sierpnia 2020 | Stal Rzeszów | 0:1   | Podbeskidzie Bielsko-Biała |                                                                      |
| 16:00                        |              | (0:1) | Karol Danielak 33'         | Stadion Miejski, Rzeszów Widzów: 921 Sędzia: Jacek Małyszek (Lublin) |

| 1/16 finału 1 grudnia 2020 | Podbeskidzie Bielsko-Biała         | 2:4 (pd.)       | Zagłębie Lubin                                                        |                                                                                |
| 17:40                      | Serhij Miakuszko 63' (k), 102' (k) | (0:0, 1:1, 2:2) | Dejan Dražić 78' (k), 112' (k) · Lorenco Šimić 94' · Samuel Mráz 106' | Stadion Miejski, Bielsko-Biała Widzów: 0 Sędzia: Mariusz Złotek (Stalowa Wola) |

#### Sezon 2021/2022
| 1/32 finału 22 sierpnia 2021 | Motor Lublin          | 1:0   | Podbeskidzie Bielsko-Biała |                                                                           |
| 19:00                        | Maciej Firlej 15' (k) | (1:0) |                            | Arena Lublin, Lublin Widzów: 2169 Sędzia: Radosław Trochimiuk (Ciechanów) |

#### Sezon 2022/2023
| I runda 30 sierpnia 2022 | Lechia Zielona Góra                               | 2:1 (pd.)       | Podbeskidzie Bielsko-Biała |                                                                           |
| 16:30                    | Titas Milašius 30' (sam.) · Sebastian Górski 100' | (1:0, 1:1, 2:1) | Lionel Abate Etoundi 78'   | Stadion MOSiR (boczne boisko), Zielona Góra Sędzia: Szymon Lizak (Poznań) |

#### Sezon 2023/2024
| 1/32 finału 26 września 2023 | Pogoń Siedlce    | 1:3   | Podbeskidzie Bielsko-Biała                                |                                                                          |
| 15:00                        | Damian Nowak 32' | (1:1) | Martin Chlumecký 21' · Jan Hlavica 63' · Bartosz Bida 90' | Stadion ROSRRiT, Siedlce Widzów: 511 Sędzia: Dominik Sulikowski (Gdańsk) |

| 1/16 finału 7 listopada 2023 | Podbeskidzie Bielsko-Biała | 0:1   | Pogoń Szczecin     |                                                                                |
| 18:00                        |                            | (0:0) | Kamil Grosicki 90' | Stadion Miejski, Bielsko-Biała Widzów: 3167 Sędzia: Patryk Gryckiewicz (Toruń) |

#### Sezon 2024/2025
| Runda wstępna 6 sierpnia 2024 | Podbeskidzie Bielsko-Biała                    | 2:0   | Stomil Olsztyn |                                                                                |
| 19:00                         | Kacper Gach 23' · Piotr Jakubowski 90' (sam.) | (1:0) |                | Stadion Miejski, Bielsko-Biała Widzów: 1564 Sędzia: Patryk Świerczek (Brzesko) |

| I runda 26 września 2024 | Podbeskidzie Bielsko-Biała                                                      | 0:0 (pd.)   | Zagłębie Lubin                                                                              |                                                                               |
| 14:30                    |                                                                                 |             |                                                                                             | Stadion Miejski, Bielsko-Biała Widzów: 1052 Sędzia: Sebastian Krasny (Kraków) |
| 14:30                    | · Paweł Tomczyk · Marcin Biernat · Matej Mršić · Jan Majsterek · Radosław Zając | Rzuty karne | · Damian Dąbrowski · Daniel Mikołajewski · Marcel Reguła · Hubert Adamczyk · Adam Radwański | Stadion Miejski, Bielsko-Biała Widzów: 1052 Sędzia: Sebastian Krasny (Kraków) |

#### Sezon 2025/2026
| Runda wstępna 5 sierpnia 2025 | Podbeskidzie Bielsko-Biała             | 2:1   | Resovia               |                                                                               |
| 18:00                         | Dalibor Takáč 56' · Marcin Biernat 90' | (0:0) | Patryk Romanowski 59' | Stadion Miejski, Bielsko-Biała Widzów: 1204 Sędzia: Sebastian Krasny (Kraków) |

### Rozgrywki regionalne
Przy drugim podejściu ówczesne BBTS Komorowice wygrało rozgrywki na szczeblu okręgowym (Beskidzki OZPN), awansując do gier ogólnopolskich sezonu 1999/2000 (po zwycięstwie nad Góralem Żywiec), a osiągnięcie to powtórzyło w kolejnym starcie (zwyciężając Beskid Andrychów). Porażka z BKS Stal Bielsko-Biała w ćwierćfinale podokręgu bielskiego w sezonie 2000/2001 przekreśliła szanse dzisiejszego Podbeskidzia na walkę o Puchar Polski w kolejnej edycji.
Ostatni raz BBTS przystąpiło do rozgrywek regionalnych w 2001, wygrywając finał podokręgu bielskiego z Walcownią Czechowice-Dziedzice. W grach wojewódzkich odpadło z dalszej rywalizacji w ćwierćfinale, a w sezonie 2002/2003 – już pod nazwą Podbeskidzie – drużyna nie przystąpiła nawet do rywalizacji podokręgowej.

#### Sezon 1997/1998 – Beskidzki Okręgowy Związek Piłki Nożnej
| I runda 15 marca 1998 | BBTS Komorowice                             | 3:1 | Beskid Skoczów |                            |
|                       | Tomasz Moskała · Piotr Kuś · Maciej Matejko |     | ?              | Bielsko-Biała (Komorowice) |

| II runda 22 marca 1998 | BBTS Komorowice | 1:3 | BKS Stal Bielsko-Biała                               |                            |
|                        | Tomasz Duleba   |     | Tomasz Pruski · Dariusz Gadzina · Mariusz Jendryczko | Bielsko-Biała (Komorowice) |

#### Sezon 1998/1999 – Beskidzki Okręgowy Związek Piłki Nożnej
| I runda 13 marca 1999 | BBTS Komorowice                                       | 4:0 | Koszarawa Żywiec |                            |
|                       | Grzegorz Więzik · Krzysztof Zagórski · Tomasz Moskała |     |                  | Bielsko-Biała (Komorowice) |

| II runda 20 marca 1999 | Iskra Klecza Dolna | 0:9 | BBTS Komorowice                                                                         |              |
|                        |                    |     | Michał Kurzeja · Tomasz Moskała · Grzegorz Więzik · Marek Sokołowski · Sławomir Frączek | Klecza Dolna |

| 1/4 finału 28 kwietnia 1999 | BBTS Komorowice | 11:0 | Kalwarianka Kalwaria Zebrzydowska |                            |
|                             |                 |      |                                   | Bielsko-Biała (Komorowice) |

| 1/2 finału 19 maja 1999 | BBTS Komorowice  | 2:0 | Garbarz Zembrzyce |                            |
|                         | Sławomir Frączek |     |                   | Bielsko-Biała (Komorowice) |

| Finał 1 czerwca 1999 | BBTS Komorowice                      | 3:2 | Góral Żywiec                      |                                 |
|                      | Grzegorz Więzik · Mariusz Jendryczko |     | Jacek Świniański · Piotr Jaroszek | Stadion BKS Stal, Bielsko-Biała |

BBTS zdobyło prawo udziału w rozgrywkach krajowych Pucharu Polski 1999/2000.

#### Sezon 1999/2000 – Beskidzki Okręgowy Związek Piłki Nożnej
| I runda 18 marca 2000 | Cukrownik Chybie | 0:5 | BBTS Bielsko-Biała                                                   |        |
|                       |                  |     | Grzegorz Więzik · Robert Piekarski · ? Młynarczyk · Daniel Dziarmaga | Chybie |

| II runda 25 marca 2000 | Beskid Gilowice | 0:8 | BBTS Bielsko-Biała                                                                                       |          |
|                        |                 |     | Bartosz Woźniak · Dariusz Drewniak · Michał Kurzeja · Daniel Dziarmaga · Piotr Kalinowski · ? Młynarczyk | Gilowice |

| 1/4 finału 26 kwietnia 2000 | Piast Cieszyn | 0:4 | BBTS Bielsko-Biała                                |         |
|                             |               |     | Bartosz Woźniak · ? Młynarczyk · Daniel Dziarmaga | Cieszyn |

| 1/2 finału 10 maja 2000 | LZS Kończyce Małe | 2:3 | BBTS Bielsko-Biała |                            |
|                         |                   |     |                    | Bielsko-Biała (Komorowice) |

| Finał 1 czerwca 2000 | BBTS Bielsko-Biała                                            | 3:1   | Beskid Andrychów  |                                 |
|                      | Jarosław Bujok 6' · Arkadiusz Lazar 28' · Arkadiusz Rucki 34' | (3:1) | Dariusz Gołba 23' | Stadion BKS Stal, Bielsko-Biała |

BBTS zdobyło prawo udziału w rozgrywkach krajowych Pucharu Polski 2000/2001.

#### Sezon 2000/2001 – Beskidzki Okręgowy Związek Piłki Nożnej
| I runda 11 marca 2001 | Stal-Śrubiarnia Żywiec | 0:2   | BBTS Bielsko-Biała                       |        |
|                       |                        | (0:2) | Grzegorz Więzik 4' · Arkadiusz Rucki 35' | Żywiec |

| II runda 19 marca 2001 | Koszarawa Żywiec | 0:2 (pd.)       | BBTS Bielsko-Biała                        |        |
|                        |                  | (0:0, 0:0, 0:0) | Adrian Sikora 107' · Bartosz Woźniak 110' | Żywiec |

| 1/4 finału 4 kwietnia 2001 | BKS Stal Bielsko-Biała            | 2:1 | BBTS Bielsko-Biała |                                 |
|                            | Wojciech Jurasz · Dominik Natanek |     | Mariusz Gałgan     | Stadion BKS Stal, Bielsko-Biała |

#### Sezon 2001/2002 – Beskidzki Okręgowy Związek Piłki Nożnej
| 1/4 finału 13 marca 2002 | Orzeł Kozy | 0:3 | BBTS Bielsko-Biała                               |      |
|                          |            |     | Adrian Sikora · Bartosz Woźniak · Jarosław Bujok | Kozy |

| 1/2 finału 20 marca 2002 | Pasjonat Dankowice | 0:2 | BBTS Bielsko-Biała |           |
|                          |                    |     |                    | Dankowice |

| Finał 8 maja 2002 | Walcownia Czechowice-Dziedzice | 1:4   | BBTS Bielsko-Biała                                                   |                      |
|                   | Tomasz Nalepa 60'              | (0:2) | Damian Zdolski 3', 70' · Michał Kurzeja 9' (k) · Bartosz Woźniak 76' | Czechowice-Dziedzice |

BBTS zdobyło prawo udziału w rozgrywkach wojewódzkich Pucharu Polski 2001/2002.

#### Sezon 2001/2002 – Śląski Związek Piłki Nożnej
| I runda 22 maja 2002 | Walka Makoszowy | 0:2   | BBTS Bielsko-Biała                     |                    |
|                      |                 | (0:1) | Tomasz Matloch 18' · Adrian Sikora 83' | Zabrze (Makoszowy) |

| 1/4 finału 29 maja 2002 | Znicz Kłobuck                         | 2:1   | BBTS Bielsko-Biała  |         |
|                         | Tomasz Juszczyk 60' · Piotr Obała 77' | (0:1) | Grzegorz Bogdan 17' | Kłobuck |

## II drużyna
Główna drużyna rezerw Podbeskidzia uczestniczy w rozgrywkach Pucharu Polski od sezonu 2003/2004. Największy sukces odniosła w sezonie 2023/2024, po raz pierwszy wygrywając na szczeblu podokręgu Bielsko-Biała i Śląskiego Związku Piłki Nożnej. Wywalczyła tym samym awans do rozgrywek centralnych Pucharu Polski 2024/2025, w których zagrała jedyny mecz, odpadając w I rundzie z Odrą Opole (I liga).
Ponadto Podbeskidzie II doszło do finału na szczeblu podokręgu sześciokrotnie.

### Rozgrywki centralne – sezon 2024/2025
| I runda 24 września 2024 | Podbeskidzie II Bielsko-Biała | 0:5 | Odra Opole                                                                                             |                                                                                |
| 15:00                    |                               |     | Jordan Domínguez 9' · Mateusz Kamiński 36' · Szymon Szkliński 38', 57' · Bartosz Czupryński 87' (sam.) | Stadion Zapory Wapienica, Bielsko-Biała Widzów: 255 Sędzia: Paweł Pskit (Łódź) |

### Rozgrywki regionalne
W nawiasach obok nazw drużyn podano ich ówczesny poziom ligowy.
| Sezon     | Szczebel                          | Runda         | Data                 |                                                                                              | Wynik       |
| --------- | --------------------------------- | ------------- | -------------------- | -------------------------------------------------------------------------------------------- | ----------- |
| 2003/2004 | Śląski ZPN podokręg Bielsko-Biała | Runda wstępna | 3 sierpnia 2003      | Zamek Grodziec Śląski (6) – Podbeskidzie II (6)                                              | 3:1         |
| 2004/2005 | Śląski ZPN podokręg Bielsko-Biała | I runda       | 25 sierpnia 2004     | Walcownia Czechowice-Dziedzice (4) – Podbeskidzie II (5)                                     | 3:0         |
| 2005/2006 | Śląski ZPN podokręg Bielsko-Biała | Runda wstępna | 27 lipca 2005        | Sokół Buczkowice (6) – Podbeskidzie II (5)                                                   | 3:2         |
| 2006/2007 | Śląski ZPN podokręg Bielsko-Biała | I runda       | 30 lipca 2006        | Orzeł Kozy (6) – Podbeskidzie II (5)                                                         | 2:3         |
| 2006/2007 | Śląski ZPN podokręg Bielsko-Biała | II runda      | 9 sierpnia 2006      | Przełom Kaniów (5) – Podbeskidzie II (5)                                                     | 1:3         |
| 2006/2007 | Śląski ZPN podokręg Bielsko-Biała | III runda     | 13 września 2006     | LKS Mazańcowice (6) – Podbeskidzie II (5)                                                    | 1:2         |
| 2006/2007 | Śląski ZPN podokręg Bielsko-Biała | 1/2 finału    | 27 września 2006     | Zapora Wapienica (6) – Podbeskidzie II (5)                                                   | 0:3         |
| 2006/2007 | Śląski ZPN podokręg Bielsko-Biała | Finał         | 11 października 2006 | MRKS Czechowice-Dziedzice (5) – Podbeskidzie II (5)                                          | 2:0         |
| 2007/2008 | Śląski ZPN podokręg Bielsko-Biała | II runda      | 5 sierpnia 2007      | KS Bestwinka (6) – Podbeskidzie II (5)                                                       | 0:3         |
| 2007/2008 | Śląski ZPN podokręg Bielsko-Biała | III runda     | 22 sierpnia 2007     | Drzewiarz Jasienica (5) – Podbeskidzie II (5)                                                | 1:1, k. 1:2 |
| 2007/2008 | Śląski ZPN podokręg Bielsko-Biała | 1/2 finału    | 5 września 2007      | Zapora Porąbka (5) – Podbeskidzie II (5)                                                     | 1:2         |
| 2007/2008 | Śląski ZPN podokręg Bielsko-Biała | Finał         | 12 września 2007     | Rekord Bielsko-Biała (5) – Podbeskidzie II (5)                                               | 2:0         |
| 2008/2009 | Śląski ZPN podokręg Bielsko-Biała | II runda      | —                    | Podbeskidzie II (6) – Rekord Bielsko-Biała (5)                                               | 0:3 wo.     |
| 2009/2010 | Śląski ZPN podokręg Bielsko-Biała | II runda      | 12 sierpnia 2009     | Żar Międzybrodzie Bialskie (7) – Podbeskidzie II (6)                                         | 0:3         |
| 2009/2010 | Śląski ZPN podokręg Bielsko-Biała | III runda     | 26 sierpnia 2009     | Podbeskidzie II (6) – Zapora Porąbka (5)                                                     | 7:1         |
| 2009/2010 | Śląski ZPN podokręg Bielsko-Biała | 1/2 finału    | 16 września 2009     | Podbeskidzie II (6) – LKS Czaniec (5)                                                        | 4:1         |
| 2009/2010 | Śląski ZPN podokręg Bielsko-Biała | Finał         | 17 października 2009 | Podbeskidzie II (6) – BKS Stal Bielsko-Biała (4) stadion przy ul. Młyńskiej w Bielsku-Białej | 2:3         |
| 2010/2011 | Śląski ZPN podokręg Bielsko-Biała | I runda       | 31 lipca 2010        | KS Bestwinka (7) – Podbeskidzie II (5)                                                       | 0:8         |
| 2010/2011 | Śląski ZPN podokręg Bielsko-Biała | II runda      | 18 sierpnia 2010     | Orzeł Kozy (7) – Podbeskidzie II (5)                                                         | 0:5         |
| 2010/2011 | Śląski ZPN podokręg Bielsko-Biała | 1/2 finału    | 15 września 2010     | Spójnia Landek (6) – Podbeskidzie II (5)                                                     | 0:2         |
| 2010/2011 | Śląski ZPN podokręg Bielsko-Biała | Finał         | 14 listopada 2010    | Rekord Bielsko-Biała (5) – Podbeskidzie II (5) Stadion Miejski w Bielsku-Białej              | 1:0         |
| 2011/2012 | Śląski ZPN podokręg Bielsko-Biała | I runda       | 9 sierpnia 2011      | Wilamowiczanka Wilamowice (6) – Podbeskidzie II (5)                                          | 2:1         |
| 2013/2014 | Śląski ZPN podokręg Bielsko-Biała | I runda       | 7 sierpnia 2013      | Halny Kalna (8) – Podbeskidzie II (4)                                                        | 0:9         |
| 2013/2014 | Śląski ZPN podokręg Bielsko-Biała | II runda      | 11 września 2013     | Czarni Jaworze (7) – Podbeskidzie II (4)                                                     | 1:5         |
| 2013/2014 | Śląski ZPN podokręg Bielsko-Biała | 1/2 finału    | 25 września 2013     | LKS Bestwina (6) – Podbeskidzie II (4)                                                       | 0:4         |
| 2013/2014 | Śląski ZPN podokręg Bielsko-Biała | Finał         | 23 listopada 2013    | Podbeskidzie II (4) – LKS Czaniec (4) stadion w Bestwinie                                    | 0:1         |
| 2014/2015 | Śląski ZPN podokręg Bielsko-Biała | 1/4 finału    | 17 września 2014     | Spójnia Landek (6) – Podbeskidzie II (4)                                                     | 3:0         |
| 2015/2016 | Śląski ZPN podokręg Bielsko-Biała | II runda      | 18 sierpnia 2015     | KS Bystra (7) – Podbeskidzie II (4)                                                          | 0:7         |
| 2015/2016 | Śląski ZPN podokręg Bielsko-Biała | III runda     | 16 września 2015     | LKS Bestwina (6) – Podbeskidzie II (4)                                                       | 2:1         |
| 2016/2017 | Śląski ZPN podokręg Bielsko-Biała | II runda      | 10 sierpnia 2016     | MRKS Czechowice-Dziedzice (6) – Podbeskidzie II (5)                                          | 1:0         |
| 2017/2018 | Śląski ZPN podokręg Bielsko-Biała | II runda      | 9 sierpnia 2017      | Groń Bujaków (8) – Podbeskidzie II (5)                                                       | 1:5         |
| 2017/2018 | Śląski ZPN podokręg Bielsko-Biała | III runda     | 13 września 2017     | Drzewiarz Jasienica (5) – Podbeskidzie II (5)                                                | 1:4         |
| 2017/2018 | Śląski ZPN podokręg Bielsko-Biała | 1/2 finału    | 27 września 2017     | Podbeskidzie II (5) – Rekord Bielsko-Biała (4)                                               | 0:3         |
| 2018/2019 | Śląski ZPN podokręg Bielsko-Biała | II runda      | 22 sierpnia 2018     | KS Międzyrzecze (7) – Podbeskidzie II (5)                                                    | 1:4         |
| 2018/2019 | Śląski ZPN podokręg Bielsko-Biała | III runda     | 5 września 2018      | Rekord II Bielsko-Biała (6) – Podbeskidzie II (5)                                            | 3:0         |
| 2019/2020 | Śląski ZPN podokręg Bielsko-Biała | I runda       | 3 sierpnia 2019      | LKS Ligota (8) – Podbeskidzie II (5)                                                         | 0:4         |
| 2019/2020 | Śląski ZPN podokręg Bielsko-Biała | II runda      | 20 sierpnia 2019     | Spójnia Landek (5) – Podbeskidzie II (5)                                                     | 3:1         |
| 2020/2021 | Śląski ZPN podokręg Bielsko-Biała | I runda       | 5 sierpnia 2020      | KS Bestwinka (6) – Podbeskidzie II (5)                                                       | 3:3, k. 6:7 |
| 2020/2021 | Śląski ZPN podokręg Bielsko-Biała | II runda      | 18 sierpnia 2020     | Podbeskidzie II (5) – Rekord Bielsko-Biała (4)                                               | 1:3         |
| 2021/2022 | Śląski ZPN podokręg Bielsko-Biała | I runda       | 5 sierpnia 2021      | KS Bystra (7) – Podbeskidzie II (5)                                                          | 0:3 wo.     |
| 2021/2022 | Śląski ZPN podokręg Bielsko-Biała | II runda      | 7 sierpnia 2021      | Podbeskidzie II (5) – MRKS Czechowice-Dziedzice (5)                                          | 3:1         |
| 2021/2022 | Śląski ZPN podokręg Bielsko-Biała | III runda     | 8 września 2021      | Podbeskidzie II (5) – Spójnia Landek (5)                                                     | 1:2         |
| 2022/2023 | Śląski ZPN podokręg Bielsko-Biała | I runda       | 3 sierpnia 2022      | KS Bestwinka (7) – Podbeskidzie II (5)                                                       | 0:14        |
| 2022/2023 | Śląski ZPN podokręg Bielsko-Biała | II runda      | 31 lipca 2022        | MRKS Czechowice-Dziedzice (5) – Podbeskidzie II (5)                                          | 4:1         |
| 2023/2024 | Śląski ZPN podokręg Bielsko-Biała | I runda       | 29 lipca 2023        | Sokół Zabrzeg (6) – Podbeskidzie II (5)                                                      | 0:3         |
| 2023/2024 | Śląski ZPN podokręg Bielsko-Biała | II runda      | 5 sierpnia 2023      | Orzeł Kozy (7) – Podbeskidzie II (5)                                                         | 0:2         |
| 2023/2024 | Śląski ZPN podokręg Bielsko-Biała | III runda     | 23 sierpnia 2023     | GLKS Wilkowice (6) – Podbeskidzie II (5)                                                     | 0:4         |
| 2023/2024 | Śląski ZPN podokręg Bielsko-Biała | 1/2 finału    | 4 października 2023  | GLKS II Wilkowice (7) – Podbeskidzie II (5)                                                  | 1:6         |
| 2023/2024 | Śląski ZPN podokręg Bielsko-Biała | Finał         | 19 listopada 2023    | Rotuz Bronów (6) – Podbeskidzie II (5) stadion Zapory Wapienica w Bielsku-Białej             | 1:5         |
| 2023/2024 | Śląski ZPN                        | I runda       | 23 kwietnia 2024     | Podbeskidzie II (5) – Górnik II Zabrze (4)                                                   | 3:2         |
| 2023/2024 | Śląski ZPN                        | 1/4 finału    | 7 maja 2024          | Beskid Skoczów (6) – Podbeskidzie II (5)                                                     | 1:2         |
| 2023/2024 | Śląski ZPN                        | 1/2 finału    | 21 maja 2024         | Podbeskidzie II (5) – Zagłębie II Sosnowiec (5)                                              | 4:1         |
| 2023/2024 | Śląski ZPN                        | Finał         | 4 czerwca 2024       | Podbeskidzie II (5) – LKS Goczałkowice-Zdrój (4) stadion Zapory Wapienica w Bielsku-Białej   | 0:0, k. 4:1 |
| 2024/2025 | Śląski ZPN podokręg Bielsko-Biała | I runda       | 20 lipca 2024        | KS Bystra (8) – Podbeskidzie II (5)                                                          | 0:3 wo.     |
| 2024/2025 | Śląski ZPN podokręg Bielsko-Biała | II runda      | 28 lipca 2024        | Rotuz Bronów (7) – Podbeskidzie II (5)                                                       | 3:4         |
| 2024/2025 | Śląski ZPN podokręg Bielsko-Biała | III runda     | 11 września 2024     | BKS Stal Bielsko-Biała (6) – Podbeskidzie II (5)                                             | 2:1         |
| 2025/2026 | Śląski ZPN podokręg Bielsko-Biała | I runda       | 3 sierpnia 2025      | Wilamowiczanka Wilamowice (8) – Podbeskidzie II (6)                                          | 1:6         |
| 2025/2026 | Śląski ZPN podokręg Bielsko-Biała | II runda      | 9 sierpnia 2025      | GLKS II Wilkowice (7) – Podbeskidzie II (6)                                                  | 0:7         |
| 2025/2026 | Śląski ZPN podokręg Bielsko-Biała | III runda     |                      | Rekord II Bielsko-Biała (6) – Podbeskidzie II (6)                                            |             |

## III drużyna
W sezonie 2024/2025 Podbeskidzie po raz pierwszy zgłosiło do Pucharu Polski trzecią drużynę na szczeblu podokręgu Bielsko-Biała Śląskiego Związku Piłki Nożnej.
W nawiasach obok nazw drużyn podano ich ówczesny poziom ligowy.
| Sezon     | Szczebel                          | Runda     | Data             |                                                      | Wynik |
| --------- | --------------------------------- | --------- | ---------------- | ---------------------------------------------------- | ----- |
| 2024/2025 | Śląski ZPN podokręg Bielsko-Biała | I runda   | 24 lipca 2024    | Podbeskidzie III (7) – Sokół Hecznarowice (7)        | 1:0   |
| 2024/2025 | Śląski ZPN podokręg Bielsko-Biała | II runda  | 27 lipca 2024    | Zapora Wapienica (8) – Podbeskidzie III (7)          | 0:10  |
| 2024/2025 | Śląski ZPN podokręg Bielsko-Biała | III runda | 11 września 2024 | Podbeskidzie III (7) – MRKS Czechowice-Dziedzice (6) | 1:4   |
| 2025/2026 | Śląski ZPN podokręg Bielsko-Biała | I runda   | 3 sierpnia 2025  | KS Bestwinka (7) – Podbeskidzie III (7)              | 3:0   |